# Zdenko Lobkowicz
Zdenko Lobkowicz (do roku 1918 z Lobkowicz, celým jménem Maria Zdenko Vincenc Kašpar z Lobkovic, německy Maria Zdenko Vinzenz Kaspar von Lobkowitz; 5. května 1858 Vídeň – 13. srpna 1933 Harrachov) byl český šlechtic z dolnobeřkovické linie knížecího rodu Lobkoviců.

## Život

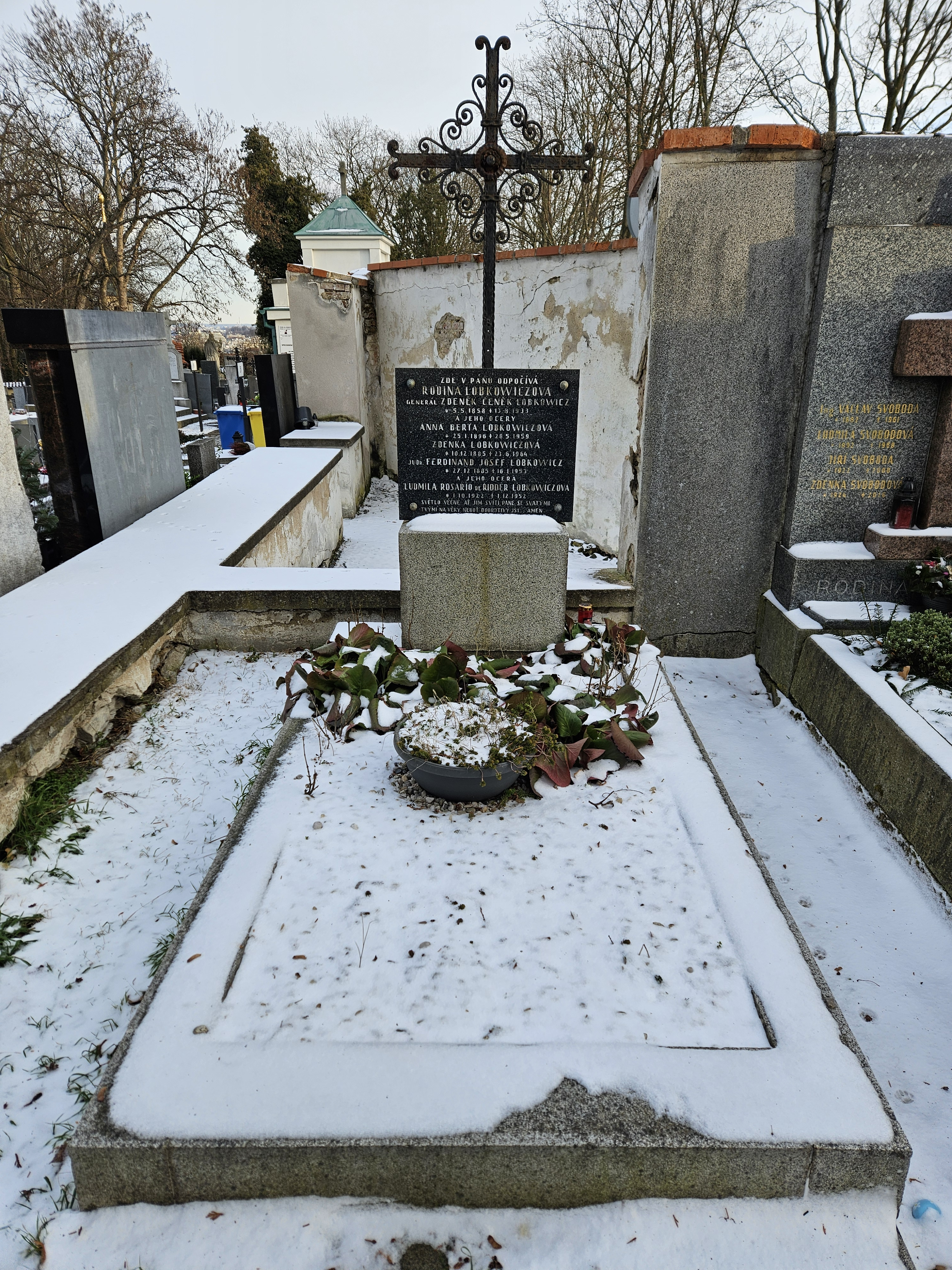
Hrobka na Břevnovském hřbitově

Po ukončení gymnázia roku 1876 nastoupil ke 14. dragounskému pluku. Roku 1878 složil kadetskou zkoušku a získal hodnost poručíka 1. dragounského pluku. Zde sloužil až do roku 1901. Mezitím byl v roce 1890 povýšen do hodnosti rytmistra a po roce 1901 nastoupil k 7. dragounskému pluku.
Po ukončení důstojnické dráhy působil v předpokojích arcivévody Karla Františka Josefa a od roku 1916 byl jmenován jeho generálním adjutantem (nyní již císaře Karla I.) a doprovázel jej při častých návštěvách jednotek. V roce 1918 mu císař udělil řád zlatého rouna (1918). Po rozpadu Rakousko-Uherska císaře doprovázel do vyhnanství na portugalském ostrově Madeira, kde Karel I. na následky těžkého zápalu plic 1. dubna 1922 zemřel.
Poté žil Zdenko Lobkovic v nově vzniklém Československu na Smíchově, tehdejším předměstí Prahy.

## Rodina
Princ Zdenko z Lobkowicz se v Praze 6. května 1883 oženil s Paulinou (Marií Paulou) hraběnkou ze Schönborn-Wiesenthalu (22. ledna 1861 Praha – 9. února 1922 Praha), mladší sestrou politika Friedricha Schönborna, s níž měl šest dětí:
- 1. Josef Zdenko (1884 Praha – 1918 Vídeň, Schönbrunn)
- 2. Zdenka (10. prosince 1885 Praha – 23. června 1964 Praha)
- 3. Erwein (28. února 1887 Praha – 28. září 1965 Stepperg, Horní Bavorsko)
- 4. Marie Kristýna (1890 Dolní Beřkovice – 1972 Ludenhausen, Bavorsko, podle jiných údajů v Lüdinghausenu v Severním Porýní-Vestfálsko)
- 5. Václav (1893 Terezín – 1915 Vídeň Hetzendorf)
- 6. Bertha (1896 Postoloprty – 1959 Praha)